# 금대초등학교
금대초등학교는 대한민국 강원특별자치도 원주시에 있는 초등학교다.

## 학교 연혁
- 1943.04.09 금대국민학교 개교(6학급)
- 1984.02.28 예신분교장 통합
- 1985.02.28 일론분교장 통합
- 1994.03.01 특수학급 1학급 개설
- 2009.03.02 제28대 교장 박용식 부임
- 2009.03.02 4학급편제(특수학급 1), 유치원 1
- 2010.02.28 금대초병설유치원 폐원
- 2010.03.01 제29대 교장 우종대 부임
- 2010.03.02 5학급편제(특수학급 1)
- 2011.02.11 제62회 졸업식(총 2,177명)
- 2011.03.02 4학급편제(특수학급1)
- 2011.09.01 제30대 교장 이천규 부임
- 2013.02.19 제64회 졸업식(총 1명)
- 2014.02.12 제65회 졸업식(총2,185)
- 2014.03.01 제31대 교장 김상섭 부임
- 2015.02.12 제66회 졸업식(총2,187명)